# Augustus Desiré Waller
Augustus Desiré Waller (Parigi, 18 luglio 1856 – Londra, 11 marzo 1922) è stato un fisiologo e cardiologo britannico.

## Biografia
Figlio del fisiologo Augustus Volney Waller, nacque in Francia, dove il padre si era trasferito per lavoro. Frequentò le scuole primarie a Parigi e a Ginevra. La morte del padre 1870, avvenuta quando Augustus Desiré aveva 14 anni, determinò il ritorno dei suoi familiari in Scozia, la terra di origine materna. Nel 1878 si iscrisse alla facoltà di medicina dell'Università di Aberdeen e conseguì la laurea nel 1881 all'Università di Edimburgo. Sulle orme paterne si dedicò alla ricerca in Fisiologia; nel 1883 fu lettore di Fisiologia alla School of Medicine for Women di Londra, nel 1884 passò al St Mary's Hospital di Paddington (Londra).
Nel 1887, al St Mary's Hospital, studiò la possibilità di registrare l'attività elettrica del cuore in modo incruento negli animali e nell'uomo. Tali registrazioni erano già avvenute nel 1876, ad opera di Étienne-Jules Marey, per mezzo di elettrodi posti sulla superficie del cuore esposto di cavallo. Nel 1887 Waller poté registrare il primo elettrocardiogramma per mezzo di elettrodi posti sul torace e sugli arti di esseri umani. Waller dimostrò inoltre che la contrazione del cuore non è un processo che si svolge simultaneamente in tutto il muscolo cardiaco, ma inizia all'apice e termina alla base. Grazie a questi studi, nel 1891, a soli 35 anni di età, fu accolto nella Royal Society. Nel 1903 ottenne la direzione del neonato Laboratorio di Fisiologia all'Università di Londra.
Un altro importante filone di ricerca di Waller riguardò gli anestetici. Waller fu il primo a misurare i gas anestetici utilizzati negli interventi chirurgici.
Sua moglie Alice era figlia del noto industriale e politico inglese George Palmer.

## Scritti
- Augustus Desiré Waller, An Introduction to Human Physiology, London, Longmans, Green, and Co., 1891.
- Augustus Desiré Waller, On Animal Electricity, London, Longmans, Green, and Co., 1897.
- Augustus Desiré Waller, Eight Lectures on the Signs of Life from Their Electrical Aspect, London, John Murray, 1903.
- Augustus Desiré Waller, Physiology; the Servant of Medicine: Chloroform in the Laboratory, London, University of London Press, 1910.
- Augustus Desiré Waller, A Contribution to the Psychology of Logic, London, University of London Press, 1912.